# Rusciori, Sibiu
Rusciori, colocvial Rușcior, (în dialectul săsesc Reissdirfchen, Reisdierfkn, Reesdirfkn, în germană Reußdörfchen, Reussdörfchel, Reisdorf, Reußdörflein, în maghiară Oroszcsűr; Rosszcsűr) este un sat în comuna Șura Mică din județul Sibiu, Transilvania, România.

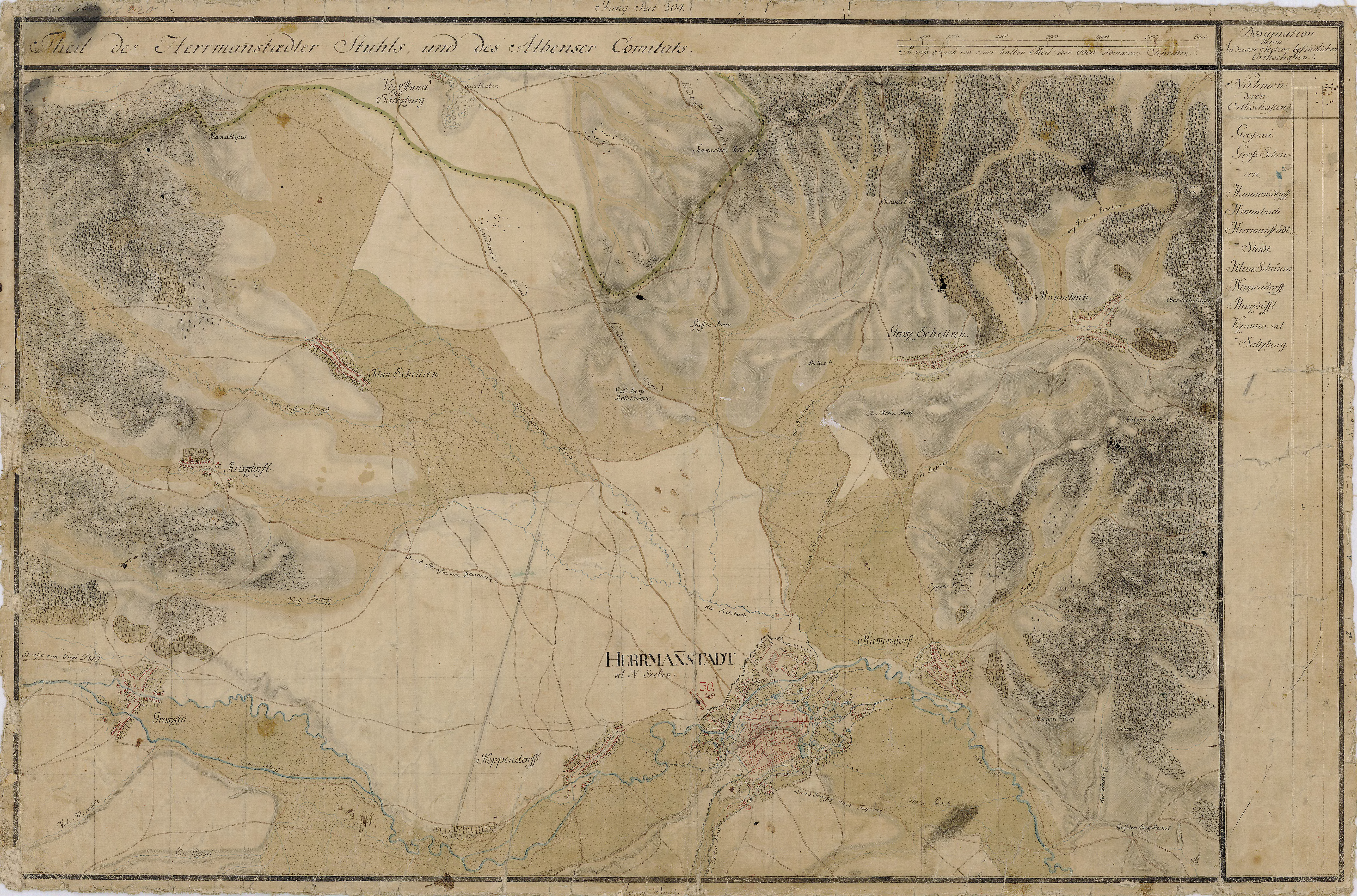
Rusciori în Harta Iosefină a Transilvaniei, 1769-1773

## Personalități
- Martin Samuel Möckesch (1813-1890), pastor luteran, traducător din română și țigănească

## Monumente istorice
- Biserica evanghelică (sec. XIII)

## Imagini

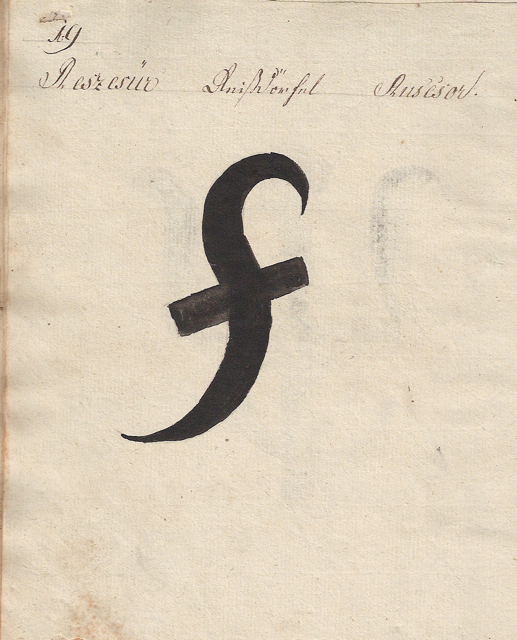
1826 - Danga pentru vitele din Rusciori
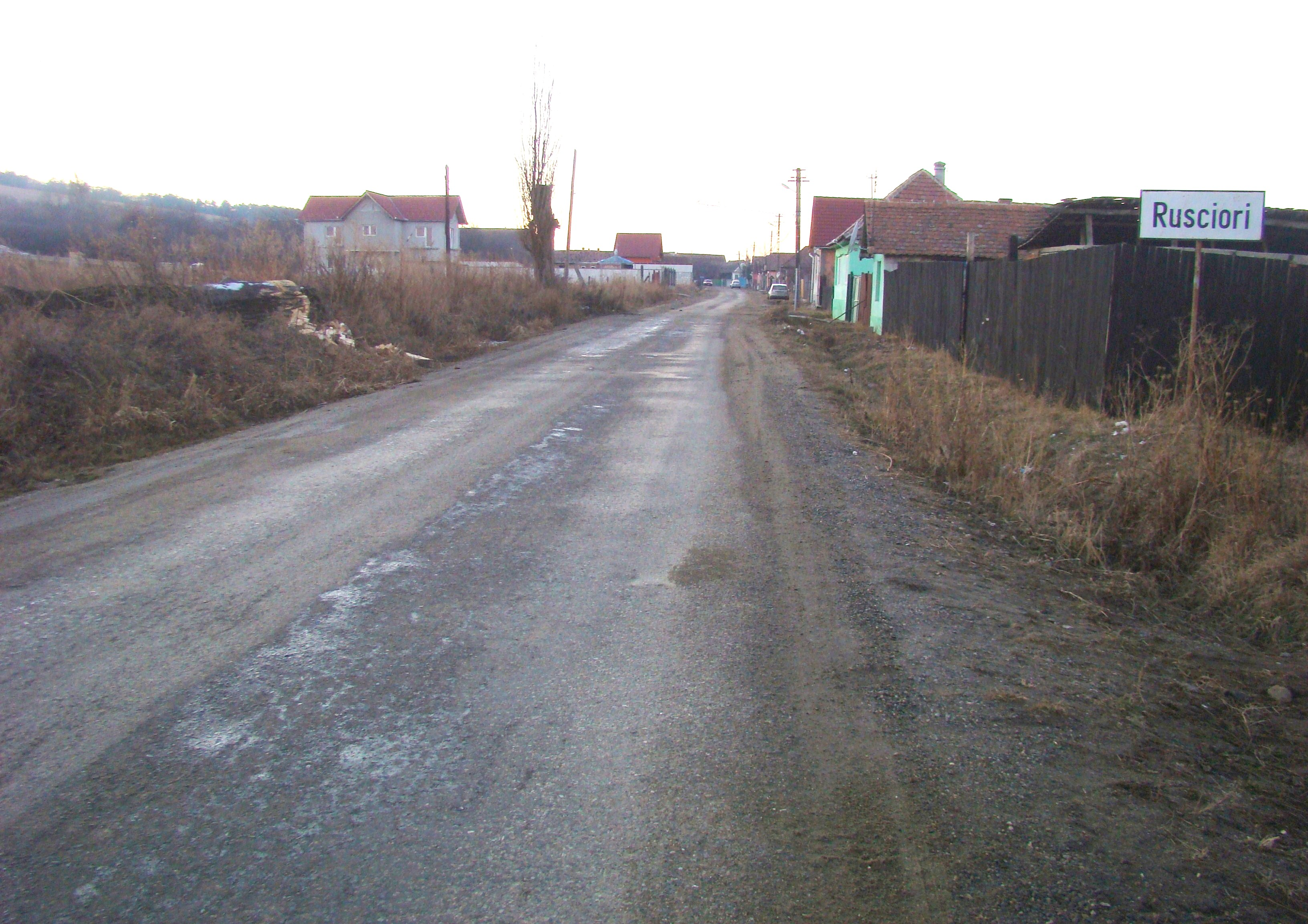
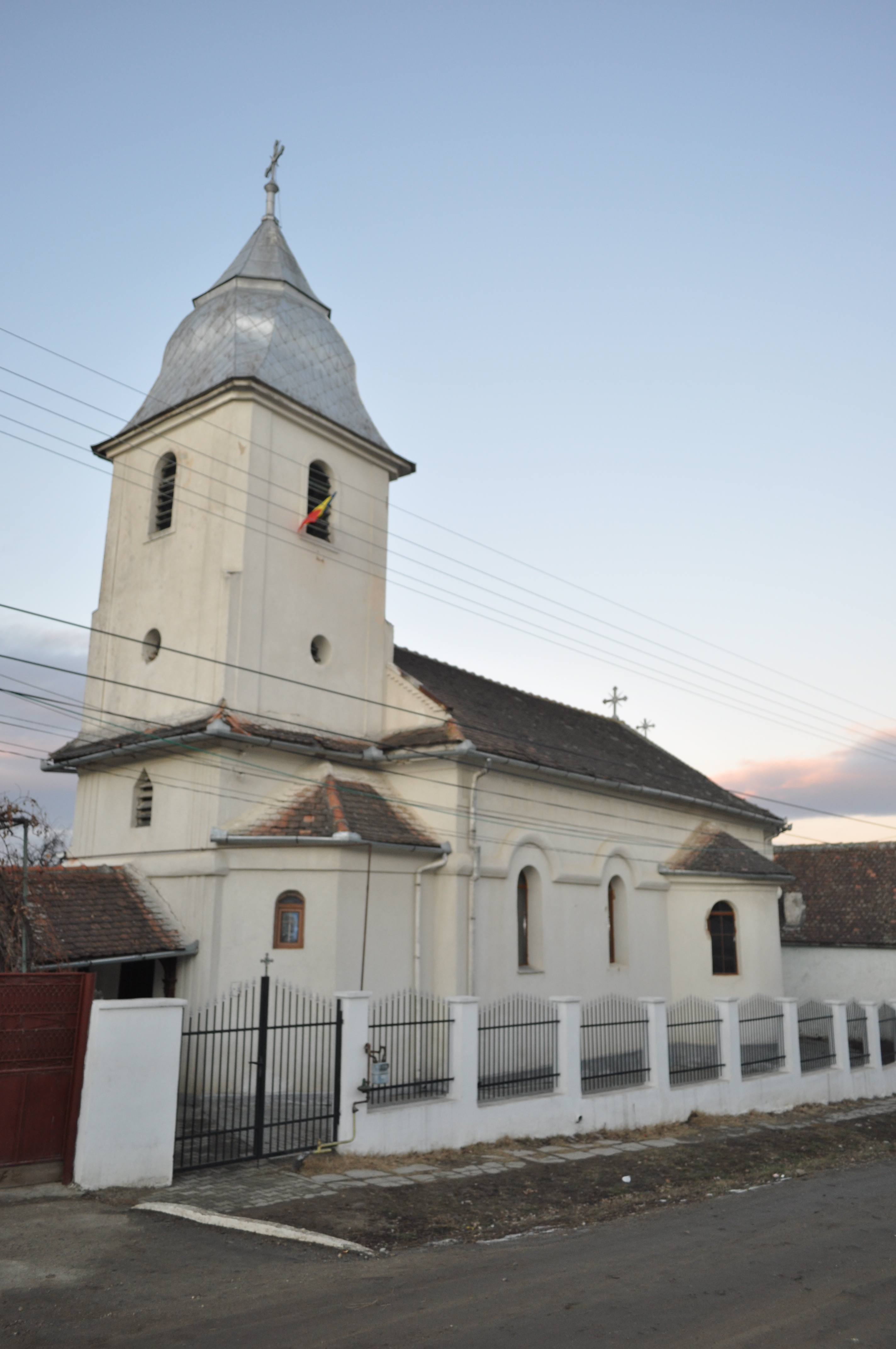
Biserica ortodoxă „Adormirea Maicii Domnului”
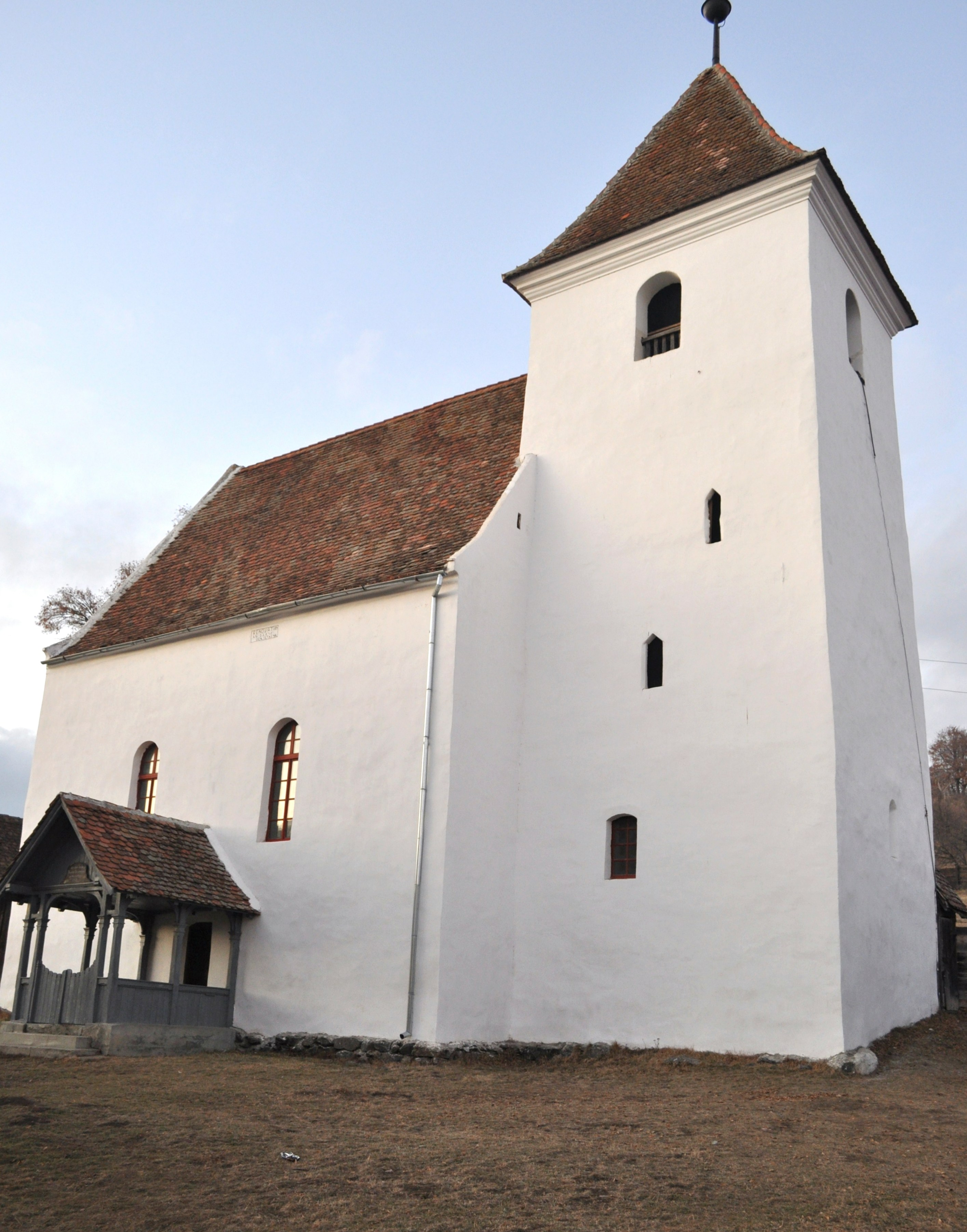
Biserica evanghelică
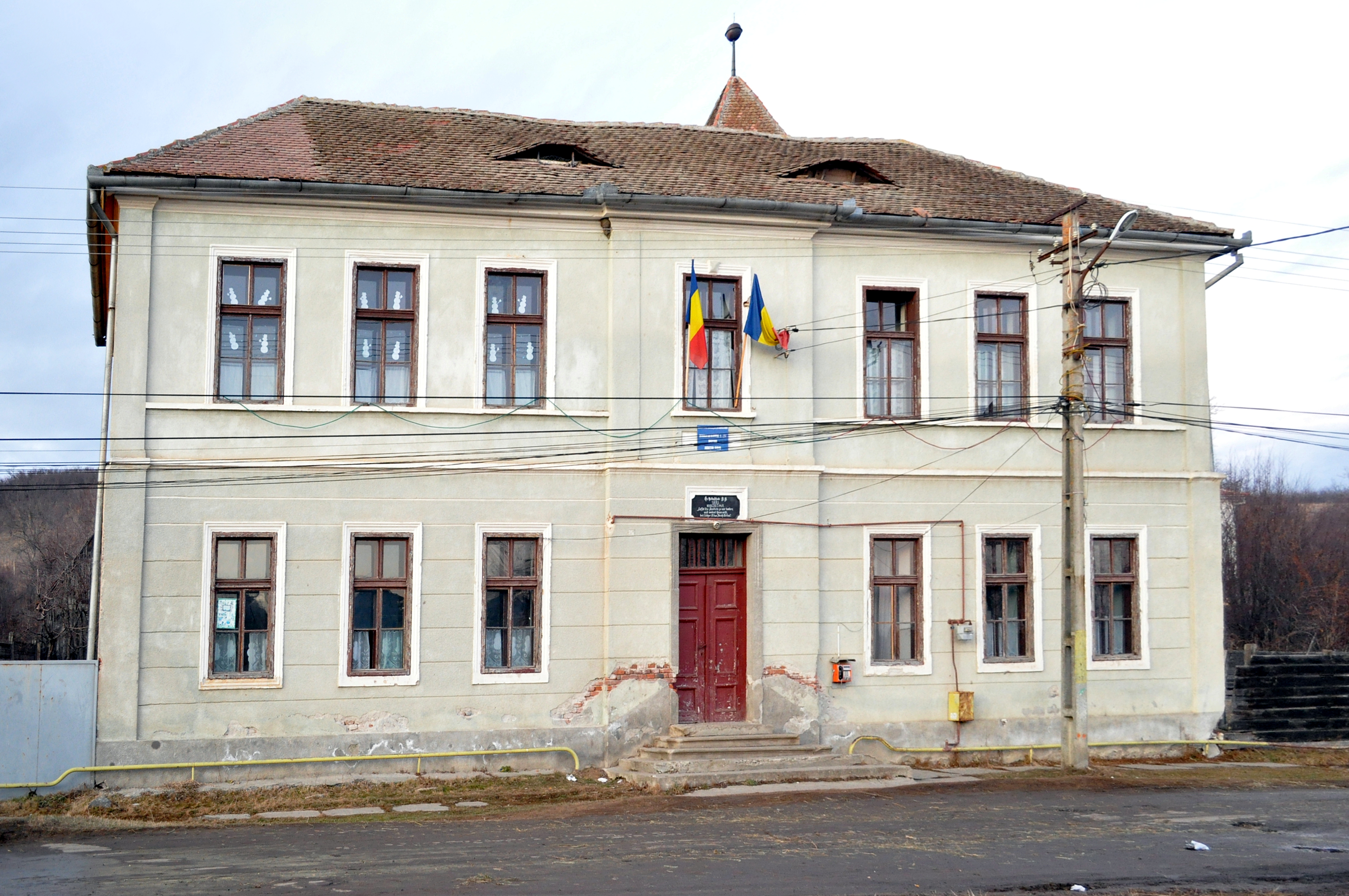
Școala
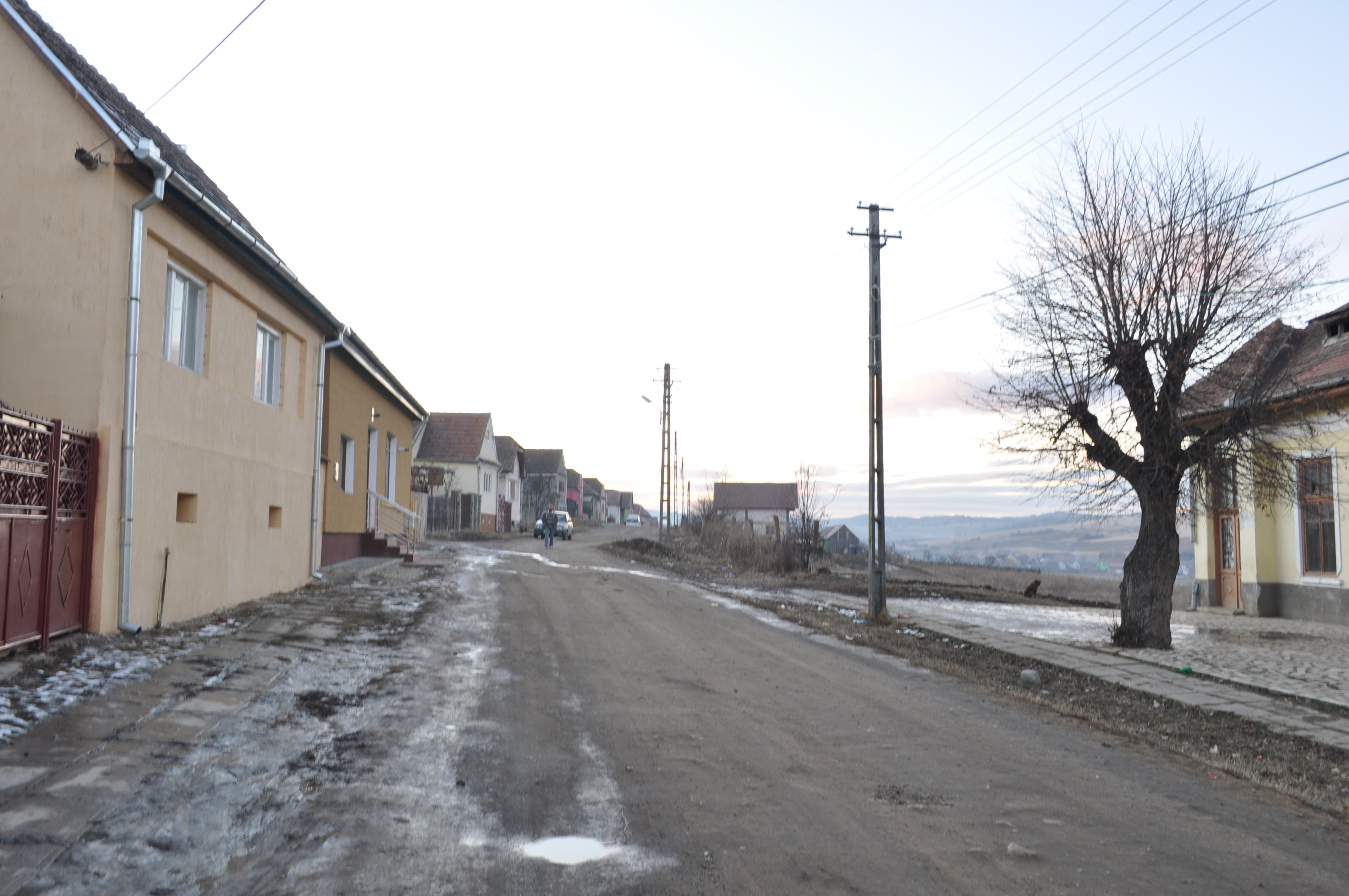